# إبراهيم عمارة
إبراهيم محمد إبراهيم الشهير بـ إبراهيم عمارة (19 أغسطس 1910 في بلتاج مركز قطور في جمهورية مصر العربية - 23 مارس 1972 في القاهرة) كان ممثلا ومخرجاً مصرياً.

## حياته
بعد شهرين من ميلاده انتقل مع عائلته إلى القاهرة. بدأ في مسرح المدرسة، كما عمل في إخراج مسرحيات بالمدرسة. عمل في مسرح رمسيس وستوديو مصر. تعلم أصول الإخراج السينمائي على يد المخرج الكبير نيازي مصطفى وعمل مساعداً له لفترة من الزمن، أخرج عدة أفلام تسجيلية لحساب بعض الوزارات، أخرج عدد خاص من جريدة مصر الناطقة عن الحج بالحجاز، اكتشف النجمة تحية كاريوكا وقدمها في الفيلم (الستات في خطر)، أخرج قرابة الثلاثين فيلم. برز كممثل في أدوار الرجل المتدين وقدم للسينما حوالي أربعين فيلماً، انتقل للعمل في دولة الكويت في سنة 1962 وظل فيها ثلاث سنوات. أبنائه مدير التصوير والمنتج محمد عمارة، والمخرج حسين عمارة. توفى في 23/3/1972 عن عمر ناهز الثانية والستين عاماً وأيضا لة اقارب في بلتاج وما زالوا يقيمون في القرية حتى الآن

## أعماله

### إخراج
- 1939: الدكتور
- 1941: مصنع الزوجات
- 1941: سي عمر
- 1942: الستات في خطر
- 1945: القرش الأبيض
- 1945: الفلوس
- 1945: الزلة الكبرى
- 1946: الملاك الأبيض
- 1946: الطائشة
- 1946: الخطيئة
- 1947: عدو المجتمع
- 1947: جوز الاتنين
- 1947: أحكام العرب
- 1949: عقبال البكاري
- 1949: حلاوة
- 1950: الزوجة السابعة
- 1951: مشغول بغيري
- 1951: ضحيت غرامي
- 1951: أشكي لمين
- 1952: مسمار جحا
- 1952: ظلمت روحي
- 1952: السماء لا تنام
- 1953: مكتوب على الجبين
- 1953: ماليش حد
- 1953: أنا ذنبي إيه
- 1954: يا ظالمني
- 1954: المال والبنون
- 1955: نحن بشر
- 1955: لحن الوفاء
- 1955: دموع في الليل
- 1956: قلوب حائرة
- 1956: صحيفة السوابق
- 1956: ربيع الحب
- 1957: الجريمة والعقاب
- 1958: بنت البادية
- 1959: سجن العذارى
- 1960: حب وحرمان
- 1961: لماذا أعيش
- 1964: هجرة الرسول
- 1969: من أجل حفنة أولاد
- 1970: صراع مع الموت
- 1971: مدرستي الحسناء

### تأليف
- 1942: الستات في خطر (سيناريو وحوار)
- 1945: القرش الأبيض (سيناريو)
- 1945: الزلة الكبرى (سيناريو)
- 1946: الطائشة (سيناريو وحوار)
- 1946: الخطيئة (سيناريو وحوار)
- 1947: أحكام العرب (سيناريو وحوار)
- 1949: عقبال البكاري (قصة وسيناريو وحوار)
- 1949: حلاوة (سيناريو)
- 1951: ضحيت غرامي (قصة وسيناريو وحوار)
- 1951: أشكي لمين (سيناريو)
- 1952: ظلمت روحي (سيناريو وحوار)
- 1953: ماليش حد (سيناريو وحوار)
- 1953: أنا ذنبي إيه (سيناريو)
- 1955: دموع في الليل (سيناريو وحوار)
- 1956: قلوب حائرة (سيناريو وحوار)
- 1960: حب وحرمان (سيناريو)

### تمثيل

#### الأفلام
- 1936: وداد
- 1937: الحل الأخير
- 1938: لاشين
- 1938: شيء من لا شيء
- 1946: لعبة الست
- 1946: النائب العام
- 1947: غني حرب
- 1947: عدو المجتمع
- 1948: ليلى العامرية
- 1949: عقبال البكاري
- 1950: دماء في الصحراء
- 1950: الزوجة السابعة
- 1951: قطر الندى
- 1951: حبيب الروح
- 1951: مشغول بغيري
- 1951: أشكي لمين
- 1952: مسمار جحا
- 1952: السماء لا تنام
- 1953: قلبي على ولدي
- 1953: بنت الأكابر
- 1954: المال والبنون
- 1955: نحن بشر
- 1955: أحلام الربيع
- 1956: معجزة السماء
- 1960: حب وحرمان
- 1961: عاصفة من الحب
- 1961: جوز مراتي
- 1961: التلميذة
- 1962: يوم الحساب
- 1962: ألمظ وعبده الحامولي
- 1963: رابعة العدوية
- 1963: الناصر صلاح الدين
- 1963: المصيدة
- 1964: هجرة الرسول
- 1967: غرام في الكرنك
- 1967: السيد البلطي
- 1967: الدخيل
- 1968: حواء على الطريق
- 1969: من أجل حفنة أولاد
- 1970: ورد وشوك
- 1970: دلال المصرية
- 1970: أشياء لا تشترى
- 1972: ذئاب على الطريق
- 1972: بيت من رمال

#### المسلسلات
- 1965: وحش البراري
- 1965: هنية
- 1965: المنتصرون
- 1966: أسلاك شائكة
- 1969: بعد العذاب
- 1971: رزق العيال
- 1972: الرجل الثالث

#### المسلسلات الإذاعية
- أبو علي عامل أرتيست
- الأبيض والأسود
- الأستاذ حلياط
- المسيرة الطاهرة
- الوهم
- جراح عميقة
- من أجل ولدي
- 1962: حياتي
- 1962: العبيد

## روابط خارجية
- إبراهيم عمارة على موقع IMDb (الإنجليزية)
- إبراهيم عمارة على موقع الدهليز
- إبراهيم عمارة على موقع قاعدة بيانات الأفلام العربية
- إبراهيم عمارة على موقع قاعدة بيانات الفيلم (الإنجليزية)